# Ricardo Guillén
Ricardo Guillén Mendoza (Santa Cruz de Tenerife, 17 giugno 1976) è un ex cestista spagnolo.

## Palmarès

### Squadra
- Copa Princesa de Asturias: 1

Canarias: 2012

### Individuale
- MVP Liga LEB Oro: 4

Algeciras: 2004-05
Los Barrios: 2006-07
Canarias: 2010-11
Axarquía: 2014-15